# American Basketball League 1934-1935
La stagione 1934-1935 della American Basketball League fu l'8ª nella storia della lega.
Vinsero il titolo i Brooklyn Visitations, al secondo successo della loro storia, che ebbero la meglio 3-2 nella serie finale sui New York Jewels.

## Classifiche

### Prima fase
|    | Classifica prima fase 1934-1935 | V  | P  |
| -- | ------------------------------- | -- | -- |
| 1. | New York Jewels                 | 16 | 6  |
| 2. | Philadelphia Hebrews            | 13 | 10 |
| 3. | Brooklyn Visitations            | 13 | 11 |
| 4. | Newark Mules                    | 12 | 11 |
| 5. | Boston Trojans                  | 10 | 11 |
| 6. | Jersey Reds                     | 7  | 14 |
| 7. | New Britain Jackaways           | 6  | 14 |

- Newark Mules e New Britain Jackaways si sono fusi il 18 gennaio 1935, dando vita ai New Britain Mules.

### Seconda fase
|    | Classifica seconda fase 1934-1935 | V  | P  |
| -- | --------------------------------- | -- | -- |
| 1. | Philadelphia Hebrews              | 12 | 7  |
| 1. | Brooklyn Visitations              | 12 | 7  |
| 3. | Newark Mules                      | 9  | 9  |
| 3. | Jersey Reds                       | 9  | 9  |
| 5. | New York Jewels                   | 8  | 10 |
| 6. | Boston Trojans                    | 4  | 12 |

## Playoff

### Spareggio
Spareggio per stabilire la squadra vincitrice della seconda fase.
| Squadra 1            | Totale | Squadra 2            | Gara 1 | Gara 2 | Gara 3 |
| -------------------- | ------ | -------------------- | ------ | ------ | ------ |
| Philadelphia Hebrews | 1-2    | Brooklyn Visitations | 24-15  | 30-39  | 25-26  |

### Finale
Fase finale al meglio delle 5 partite.
| Squadra 1            | Totale | Squadra 2       | Gara 1 | Gara 2 | Gara 3 | Gara 4 | Gara 5 |
| -------------------- | ------ | --------------- | ------ | ------ | ------ | ------ | ------ |
| Brooklyn Visitations | 3-2    | New York Jewels | 26-16  | 25-26  | 29-19  | 25-26  | 26-10  |